# Bitka pri Custozzi (1866)
Bitka za Custozzo  je bila prva pomembnejša bitka avstrijsko-pruske vojne, ki je potekala 24. junija 1866 med vojsko Avstrijskega cesarstva, ki jo je vodil nadvojvoda Friedrich Albrecht in vojsko Kraljevine Italije, ki sta jo vodila Alfonso Ferrero la Marmora in Enrico Cialdini.
Bitka je bila neodločena kljub taktični zmagi Avstrije, ki pa je morala prositi za mir, saj jo je premagala pruska vojska, zaveznica Italije, v Nemčiji.